# Petra Müller (Medienfunktionärin)

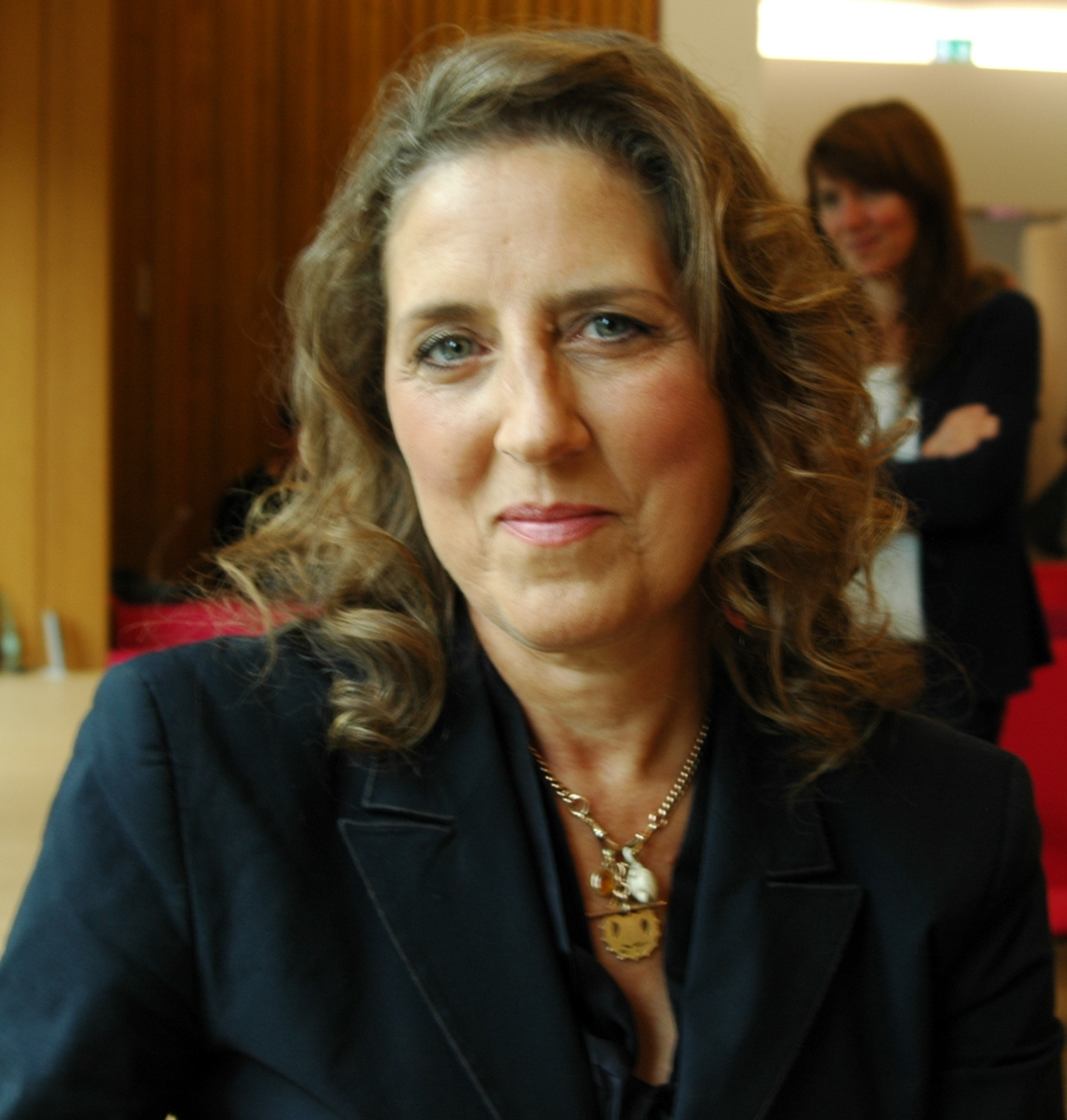
Petra Müller, Geschäftsführerin der Filmstiftung Nordrhein-Westfalen (2014)

Petra Maria Müller (* 1. Januar 1958) ist eine deutsche Filmfunktionärin und bis Ende 2023 Geschäftsführerin der Filmstiftung Nordrhein-Westfalen.
Nach ihrem Studium der Germanistik, Kunstgeschichte und Ethnologie an der Universität Köln startete sie ihre Karriere in einer Unternehmensberatung für strategisches Marketing in Köln. Sie wechselte zum Adolf-Grimme-Institut, wo sie zunächst als wissenschaftliche Mitarbeiterin, später als Projektleiterin arbeitete. In der Folge wurde sie zur Direktorin des Film- und Fernsehfestivals Cologne Conference ernannt. Ab 1995 war sie geschäftsführende Gesellschafterin der gemeinsam mit Lutz Hachmeister und Martina Richter gegründeten HMR International – Gesellschaft für Medienberatung.
Ab 2004 war Müller Geschäftsführerin der Förderinstitution Medienboard Berlin-Brandenburg, bevor sie zum 1. September 2010 die Nachfolge von Michael Schmid-Ospach als Geschäftsführerin der Filmstiftung Nordrhein-Westfalen antrat. Weiterhin ist Müller Mitherausgeberin des Jahrbuch Fernsehen und Mitglied des ZDF-Fernsehrates. Seit 1999 hat sie zudem die Leitung des Ständigen Sekretariats des Deutschen Fernsehpreises inne.